# Duvenbeck

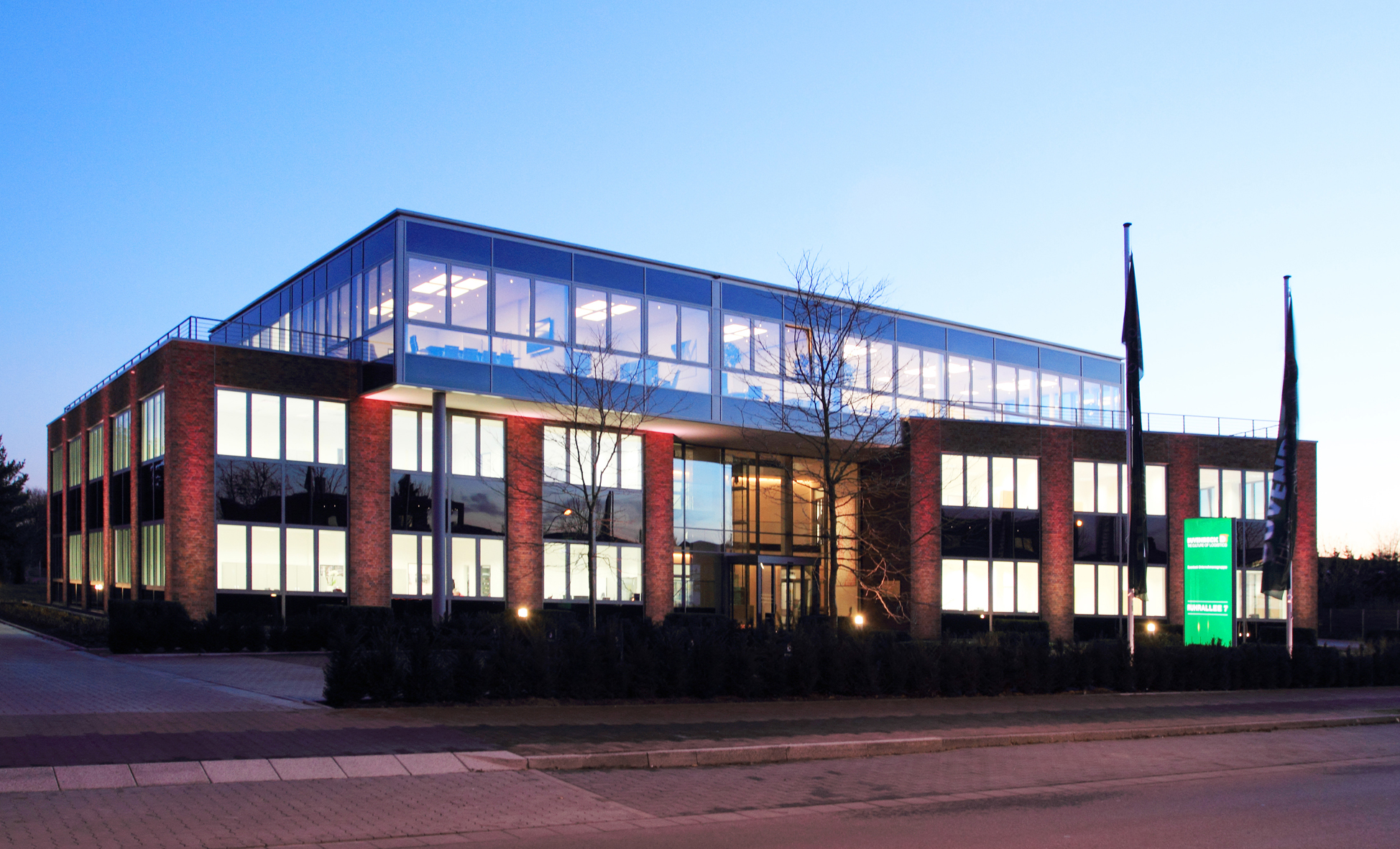
Firmenzentrale in Bocholt

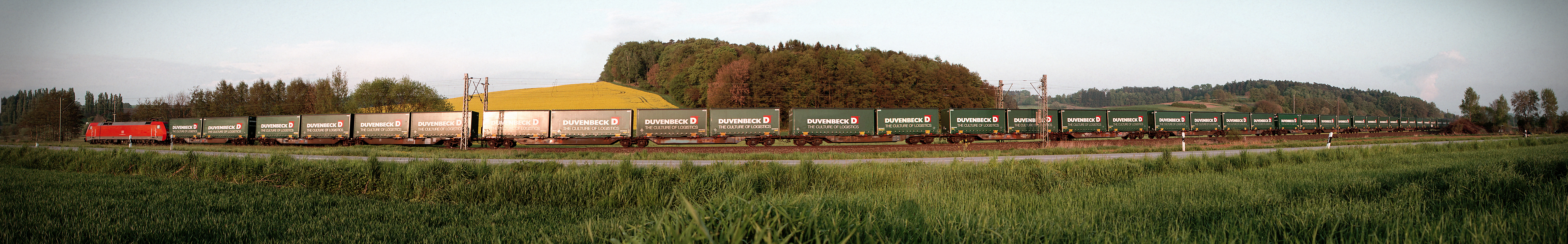
Güterzug mit Containern von Duvenbeck

Die Duvenbeck Unternehmensgruppe ist ein Logistikunternehmen mit Sitz in Bocholt, Nordrhein-Westfalen.

## Geschichte
Das Unternehmen geht auf Bernhard Duvenbeck zurück, der im Jahr 1932 in Dingden ein Umzugsgüterunternehmen gründete und dies mit einem Pferdegespann betrieb.
1992 übernahm Thomas Duvenbeck im Alter von 26 Jahren die Unternehmensleitung; zu diesem Zeitpunkt waren 50 Mitarbeiter beschäftigt und wurden etwa zwei Dutzend LKW betrieben. Bis zum Jahr 2002 wuchs das Unternehmen auf 375 Mitarbeiter, vor allem durch Auftragszuwachs aus dem Automobilbereich.
2012 wurde die neue Firmenzentrale – erstmals in einem eigenen Gebäude – in Bocholt eingeweiht. 2013 wurde der 32. Standort der Unternehmensgruppe in Cristian, Rumänien, eröffnet.

## Unternehmensdaten
Duvenbeck verfügt über mehr als 1500 eigene Lastkraftwagen, die vor allem für die Automobil-, Konsumgüter- und Kunststoffindustrie sowie die landwirtschaftliche Fahrzeugindustrie eingesetzt werden. Das Unternehmen hat in 8 Ländern 37 Standorte und beschäftigt mehr als 6000 Mitarbeiter. Es versteht sich als Full-Service-Logistikdienstleister und ist in den Bereichen Konzeption, Spedition und Kontraktlogistik tätig und bietet zusätzlich Cross-Docking, Sequenzierung und Traileryards an.